# James Acheson
James Acheson (* 13. März 1946 in Leicester) ist ein britischer Kostümbildner.
James Acheson gehört zu den angesehensten Kostümbildnern der Filmbranche. Für seine Arbeiten wurde er bisher dreimal mit einem Oscar ausgezeichnet: Der letzte Kaiser von Bernardo Bertolucci (1988), Gefährliche Liebschaften von Stephen Frears (1989) und Zeit der Sinnlichkeit von Michael Hoffman (1996). Für diese Filme wurde er jeweils auch mit dem BAFTA Award für die Besten Kostüme nominiert, bzw. ausgezeichnet. Seine ersten Arbeiten schuf er für die Monty Python Filme Anfang der 1980er Jahre. Er schuf außerdem die Kostüme für die Reihe der Spider-Man Filme ab 2002.